# Château de Burq
Ne doit pas être confondu avec Château de Montgey.
Le château de Burq ou château de Burg est un château néo-classique situé au hameau de Le Burq, à Montgey, dans le Tarn (France).

## Historique
La période de construction du château de Burq n'est pas connue. Néanmoins, son organisation générale et son architecture laissent à penser qu'il a été bâti entre la fin du XVIIIe siècle et le début du XIXe siècle, comme de nombreuses bâtisses du département.
En 1976, il appartient à Michelle Pelletier.

## Architecture
Le château de Burq est une bâtisse de style néo-classique, dont l'architecture étrange rappelle les œuvres de l'architecte Claude-Nicolas Ledoux. Outre de nombreuses et diverses dépendances, le château se présente sous un grand corps de logis rectangulaire. Celui-ci s'étale sur neuf travées, dont cinq composent un avant-corps en saillie, dominé par un large fronton triangulaire. Il est ouvert sur l'intérieur par plusieurs portes-fenêtres de plein cintre au rez-de-chaussée, et par une grande porte fenêtre centrale donnant sur un balcon dans le style Louis XV au premier et unique étage. Cette large ouverture, qui perce le fronton, est encadrée par plusieurs autres petites fenêtres, aussi en plein-cintre, l'ensemble rappelant une serlienne. 
Les façades de l'édifice sont décorées d'une multitude de petits ornements, telle que des corniches, des chaînages d'angles, et des moulures sur les arches. Le balcon central est soutenu par plusieurs colonnes.